# Santa Teresa (Rio de Janeiro)
Santa Teresa (in älterer Schreibweise auf Portugiesisch auch Santa Tereza) ist ein auf einem Hügel gelegener, zentraler Stadtteil der Zona Central von Rio de Janeiro. Er ist bekannt für seine engen, kurvigen Straßen und insbesondere bei Künstlern und Touristen beliebt.

## Geschichte
Das Stadtviertel entstand um den Santa-Teresa-Konvent (Convento de Santa Teresa) herum, das in den 1750er Jahren auf dem Hügel Morro de Desterro gebaut wurde. Es ist geprägt von idyllischen Gärten und Villen im Kolonialstil. Viele der Herrenhäuser aus dem frühen 20. Jahrhundert sind noch heute erhalten und zeigen, dass das Viertel damals eine bevorzugte Wohngegend der Oberschicht war. Von jeher war Santa Teresa ein Stadtteil, der insbesondere europäische Auswanderer anzog, darunter auch etliche Deutsche. Bis 1960, als Rio noch Hauptstadt Brasiliens war, befanden sich hier auch die ausländischen Botschaften.
Santa Teresa galt bereits eine Weile nicht mehr als gehobene Wohngegend, als es eine Wiederauferstehung als Künstlerviertel erlebte, was diesem den Beinamen O Montmartre carioca einbrachte. Deren Ateliers und Galerien, kleine Museen, zahlreiche Bars und Restaurants, die erhalten gebliebene Architektur sowie die Escadaria Selarón, die Fliesentreppe von Jorge Selarón, ziehen heute viele Touristen an.
Die steigende Kriminalität macht jedoch auch vor dem Stadtteil Santa Teresa nicht halt. Sowohl Plünderungen von Bars und Raubüberfälle auf Touristen als auch Schießereien stehen in dem früher noblen Viertel an der Tagesordnung.

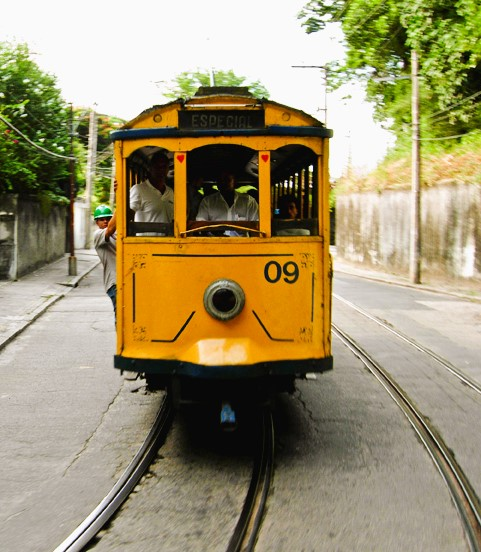
Bonde (2008)
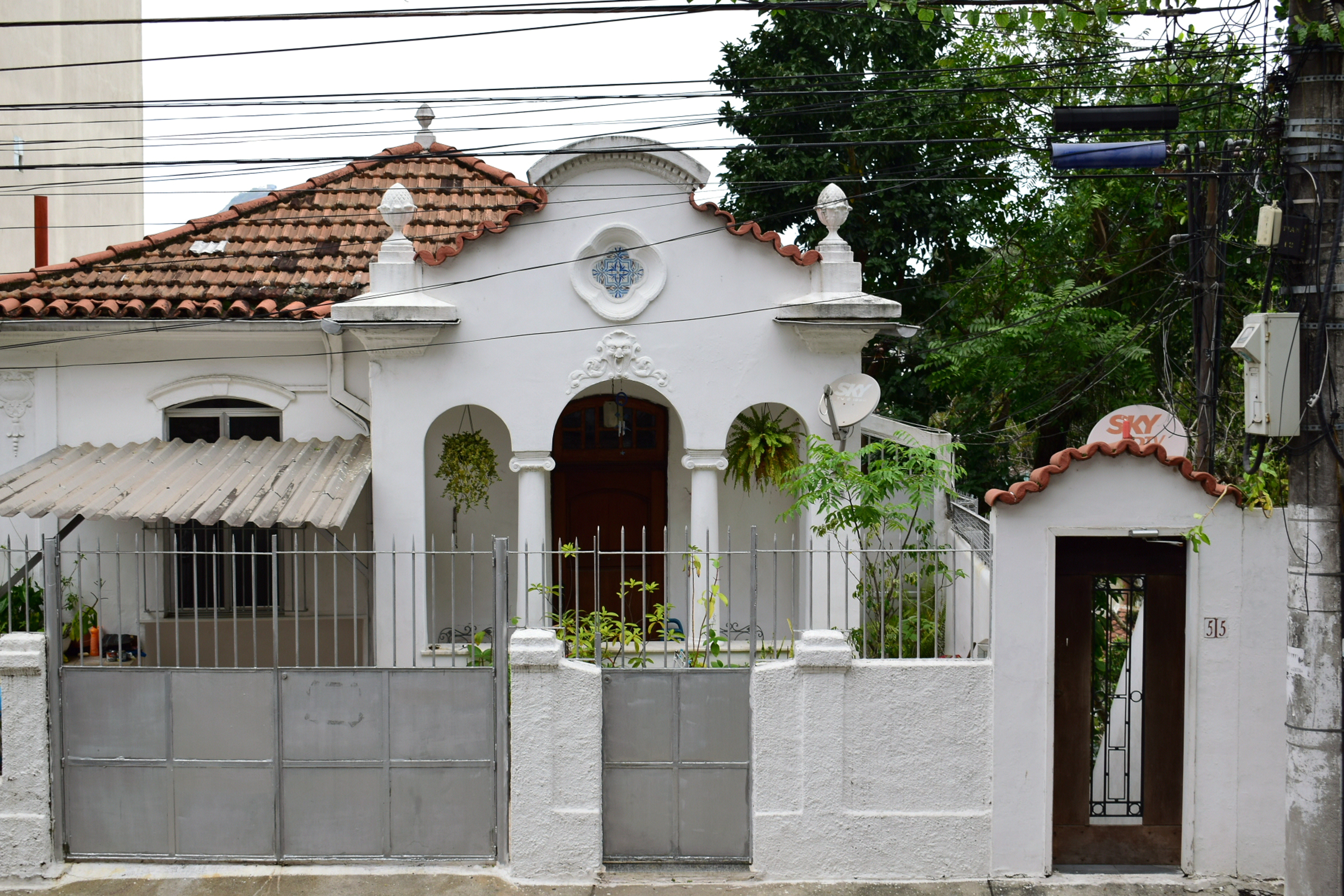
Villa in Santa Teresa
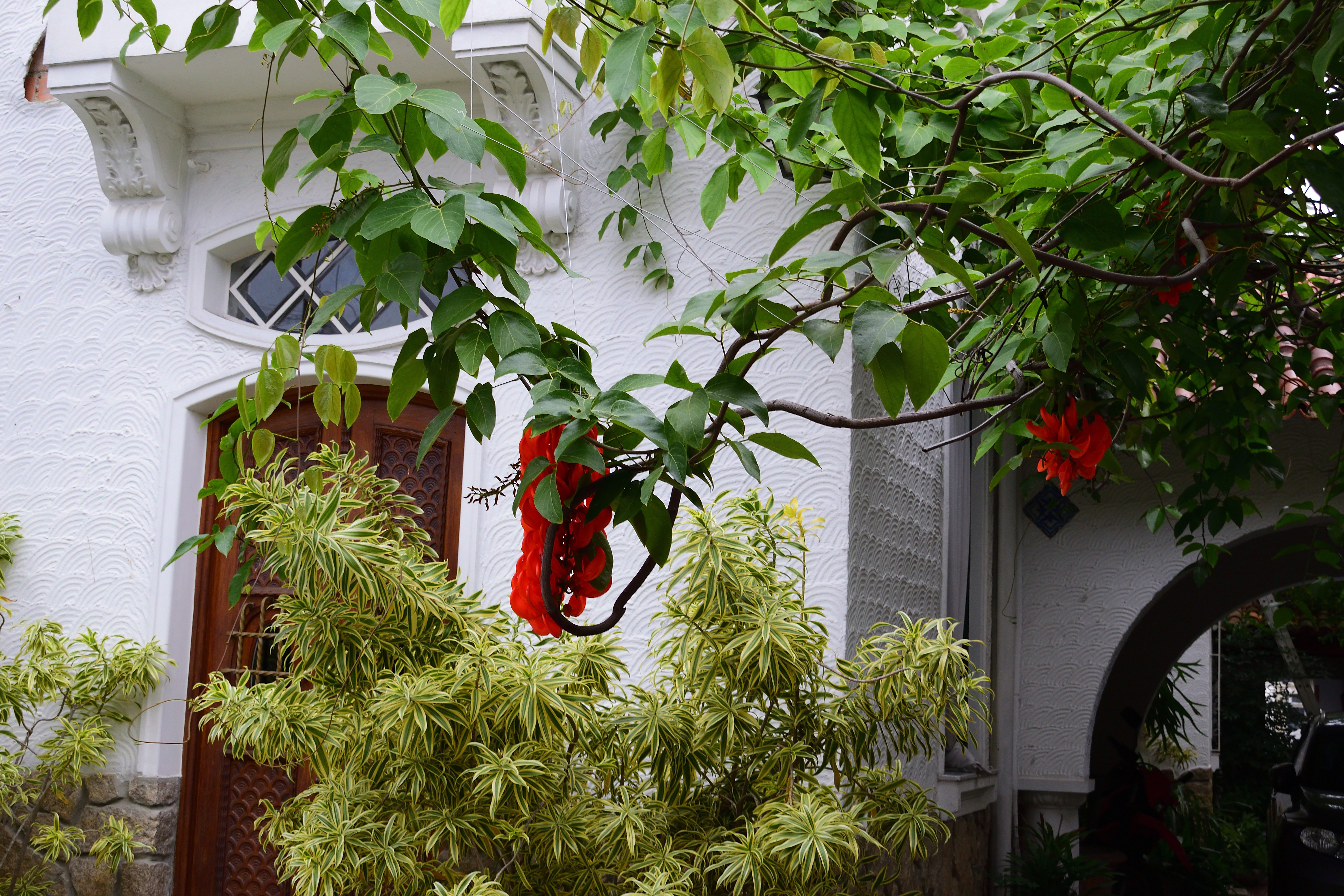
Haus mit Garten in Santa Teresa
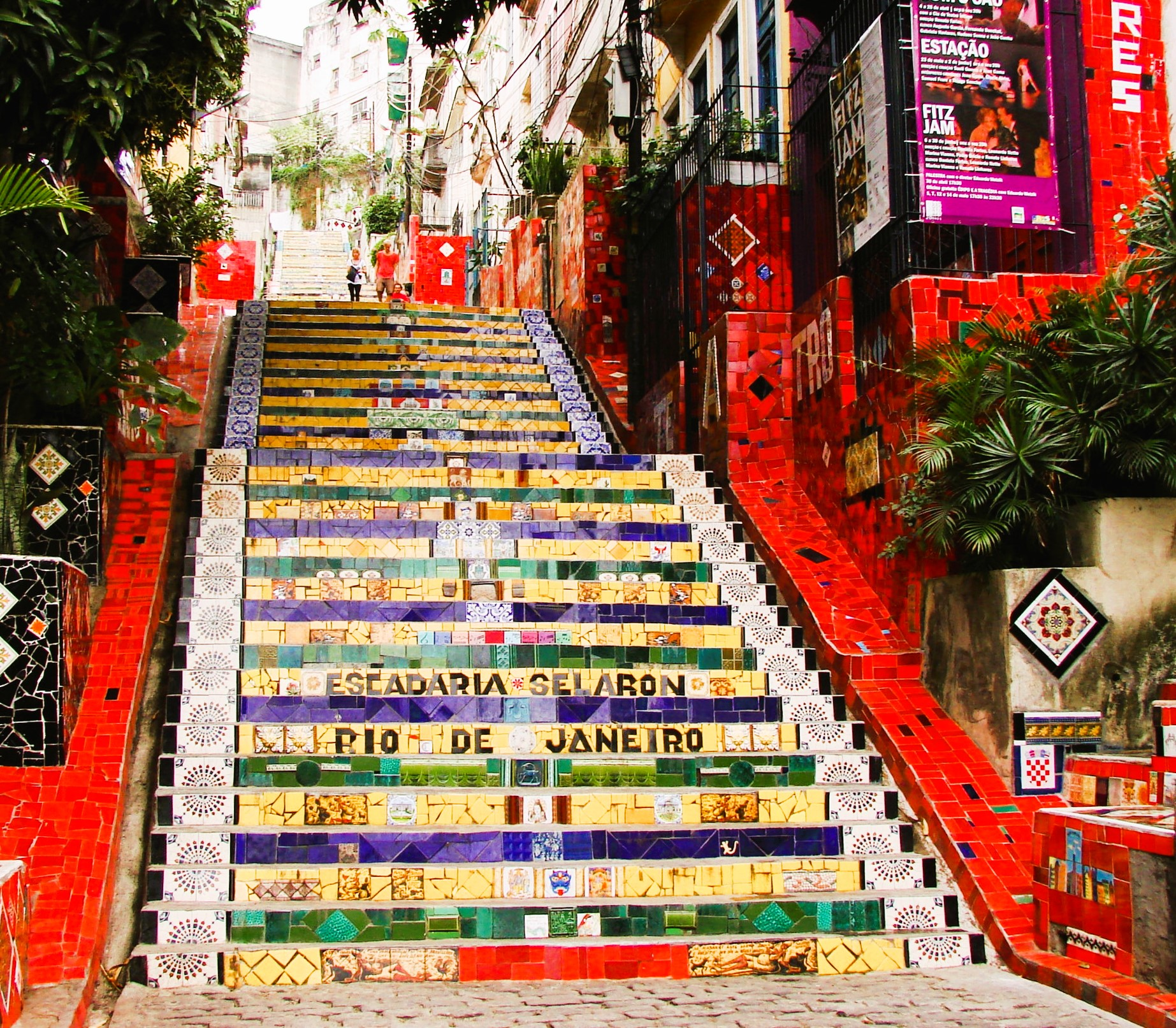
Freitreppe von Jorge Selarón mit Mosaiken

## Straßenbahn
Santa Teresa ist zudem bekannt für seine Straßenbahn, die sogenannte „Bonde“. Sie ist seit 1877 kontinuierlich in Betrieb. Das macht sie zu einer der ältesten Straßenbahnlinien weltweit und zum ältesten elektrifizierten Schienenverkehrsmittel Südamerikas.